# Takeshi Kozai
Takeshi Kozai –en japonés, 小斎 武志, Kozai Takeshi– (23 de abril de 1974 – 8 de noviembre de 2006) fue un deportista japonés que compitió en judo. Ganó una medalla de plata en el Campeonato Asiático de Judo de 1995 en la categoría de –95 kg.

## Palmarés internacional
| Campeonato Asiático | Campeonato Asiático | Campeonato Asiático | Campeonato Asiático |
| Año                 | Lugar               | Medalla             | Categoría           |
| ------------------- | ------------------- | ------------------- | ------------------- |
| 1995                | Nueva Delhi (India) | Medalla de plata    | –95 kg              |